# 韋拉克魯斯 (聖保羅州)
22°13′11″S 49°49′10″W / 22.21972°S 49.81944°W

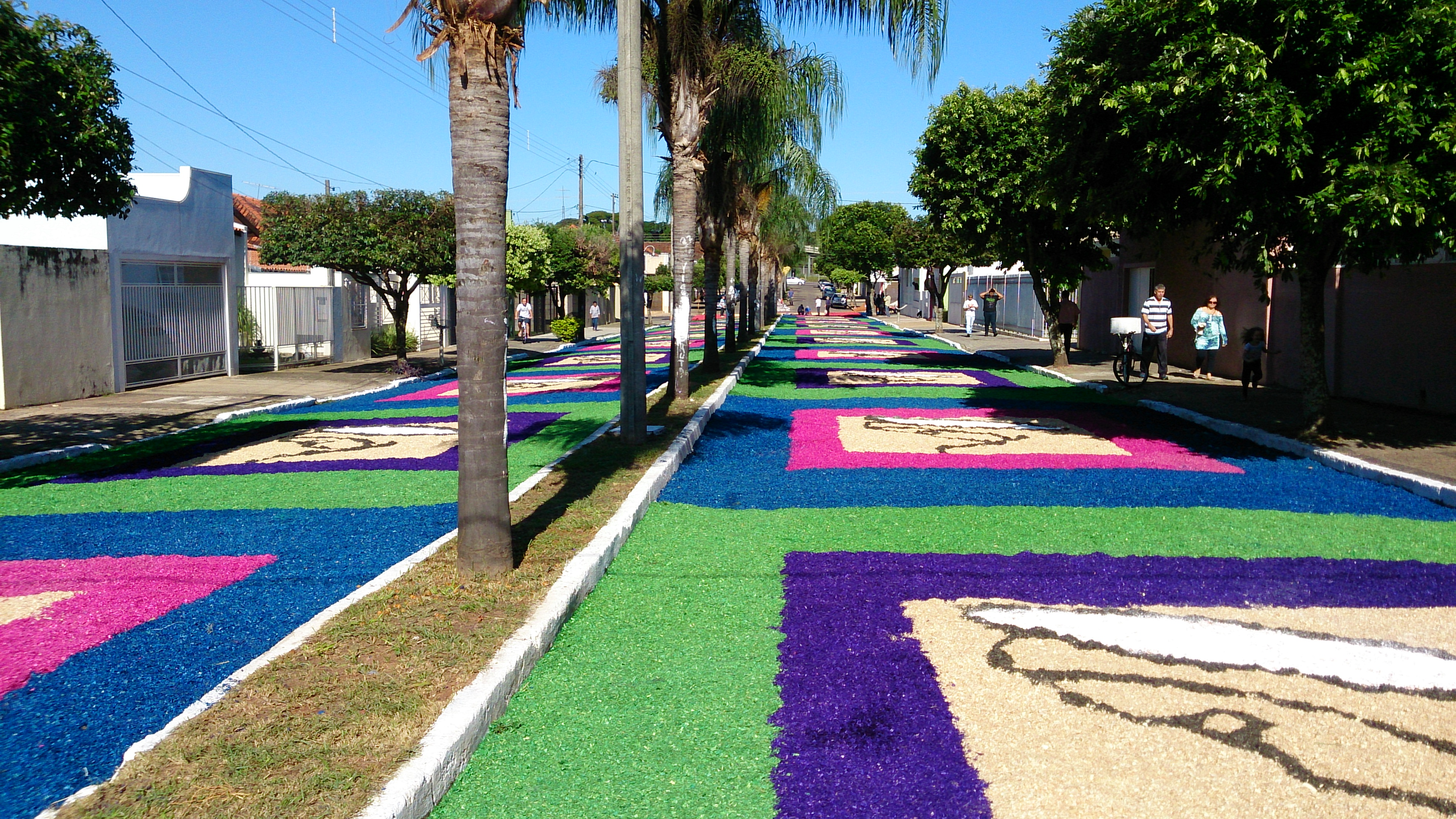
韋拉克魯斯

韋拉克魯斯（葡萄牙語：Vera Cruz）是巴西的城鎮，位於該國南部，由聖保羅州負責管轄，始建於1928年10月3日，面積248平方公里，海拔高度628米，2010年人口10,769，人口密度每平方公里43.45人。